# Yasser Ayyash
Yasser Hanna Ayyash (ur. 4 grudnia 1955 w Irbidzie) – duchowny melchicki, od 2018 egzarcha patriarszy Jerozolimy. Sakry udzielił mu Grzegorz III Laham.